# Azeman
Azeman è una creatura leggendaria del folklore surinamese.

## Descrizione
L'azeman è descritto dalla popolazione nera del Suriname come un malvagio spirito femminile dall'aspetto animale, che presenta caratteristiche sia del vampiro che del licantropo.
Di giorno si presenterebbe come una normalissima donna, assumendo l'aspetto dell'azeman di notte, quando essa andrebbe alla ricerca di sangue umano, suo nutrimento.
In passato per difendersi da tale creatura venivano lasciati presso la porta d'ingresso del giaciglio notturno semi di sesamo o riso, oppure una scopa. Si riteneva che la creatura non avrebbe resistito a contare i semi sparsi o le setole della scopa, perdendo così tutta la notte e permettendone la cattura al mattino, una volta riassunta nuovamente forma umana. Se una donna era sospettata di essere una azeman veniva scacciata dalla comunità, in tempi più antichi uccisa.